# FC Gloria Buzău
El FC Gloria Buzău fue un club de fútbol rumano de la ciudad de Buzău, fundado en 1973. El equipo disputaba sus partidos como local en el Stadionul Municipal y en su última temporada jugó en la Liga I, máxima categoría del fútbol rumano.

## Historia
El Fotbal Club de Gloria Buzau se fundó el 16 de junio de 1971, por el Consejo Local del Distrito de Buzău como parte del CSM Buzău (Clubul Sportiv Municipal), la asociación deportiva local.
El Gloria absorbió el antiguo equipo de Buzău, el Metalul, cuyo lugar también se tomó en la Divizia C (actualmente Liga III). Con los jugadores del Metalul y otros futbolistas locales (sobre todo de otro equipo,el  Şoimii), se clasificó primero en su primera temporada de la Divizia C. Gloria ganó la siguiente promoción de play-off a la Divizia B en su primer año de existencia.

### Época dorada del Gloria
Después de varios intentos de atacar el primer lugar en la Seria I de la Divizia B, Gloria logró, sólo seis años después de su creación, ocupando el primer lugar en la final de la temporada 1977-78 y para ganar el ascenso a la Divizia A, por primera vez para un equipo de Buzău. Después de una temporada en la que Gloria obtuvo, probablemente, su mejor resultado en la historia (4-1 en casa con el Steaua Bucarest), logró mantenerse en la primera división después de ganar contra el UTA Arad, uno de los gigantes de Rumania del momento, y provocando su descenso. El Gloria descendió en la temporada siguiente.
Después de cuatro temporadas, Gloria estaba otra vez en Divizia A, donde permanecieron durante tres temporadas más. La temporada 1984-85 fue una de las más exitosas de la historia del Gloria, ya que ocupó el quinto puesto y se clasificó para la Copa de los Balcanes, donde llegaron a las semifinales, eliminados por el Panionios de Grecia.

### Dos décadas de ligas menores y una breve estancia en el máximo nivel
A partir de 1985 el Gloria se vio inmerso en una profunda crisis deportiva, incluyendo dos temporadas en la Divizia C (2000-01 y 2001-02). Después de ganar el ascenso a la Divizia B de nuevo, el histórico Viorel Ion asumió el cargo de entrenador-jugador y llevó al Gloria a la promoción de la eliminatoria para la Divizia A, pero perdió ante el Politehnica AEK Timișoara.
Mientras tanto, el club se enfrentó a importantes dificultades financieras, dejando al Gloria próximo a la quiebra. Esto duró hasta la temporada 2006-07, cuando el inversor Aurel Brebeanu se hizo cargo del club del expresidente Dan Tulpan y logró salvar el club. La misma temporada también significó un gran éxito para el club, ya que logró el ascenso a la Liga I después de veinte años de ausencia.
En 2007, el empresario Constantin Bucur compró el 52% de las acciones del club recién ascendido, convirtiéndose en accionista mayoritario. En la temporada 2007-08 el equipo consiguió salvar su plaza en la máxima categoría en la última jornada, sin embargo, al siguiente año el Gloria fue abandonado por Bucur, lo que se tradujo en problemas financieros y el descenso del club a la Liga II.

### De vuelta a las ligas menores
El equipo inició la temporada 2009-10 en una situación delicada, los problemas financieros hicieron que la mayor parte de los jugadores abandonaran la plantilla, por lo que el club fue penalizado con una sanción de ocho puntos por no cumplir con el mínimo de jugadores requeridos para competir, además de comenzar la temporada con una derrota de 3-0 al alinear a algunos exjugadores que no estaban remunerados. El equipo logró salir adelante con una combinación de jugadores juveniles y algunos futbolistas que fueron contratados en los días previos al inicio de la temporada, por lo que logró la permanencia al finalizar la temporada en la posición 14, siendo dirigidos por Nicolae Anton, quien había sido promovido desde el equipo reserva del club. En la temporada 2010-11 el equipo finalizó en la décima posición. Sin embargo, en el ciclo 2011-12 continuaron los problemas financieros que obligaron a que el club tuviera una plantilla compuesta en su mayoría por juveniles, lo que se tradujo en el descenso a la Liga III.
En la temporada 2012-13 el Gloria buscaba volver a la Liga II, siendo el AS Viitorul Axintele su mayor rival. Al finalizar la temporada el equipo de Buzău quedó segundo de su grupo, por lo que en un principio perdió la posibilidad de ascender, sin embargo, tras una investigación federativa el Viitorul Axintele fue sancionado con una penalización de nueve puntos al no contar con equipos juveniles en ligas de los Condados, por lo que finalmente el Gloria Buzău fue proclamado campeón y logró volver a la Liga II un año después. En la temporada 2014-15 el equipo estuvo cerca de ascender a la Liga I al finalizar en el tercer lugar de la categoría. 
En la primavera de 2016 el equipo se enfrentó a un procedimiento legal por parte de la Federación Rumana de Fútbol, el 26 de mayo la FRF multó a 14 jugadores y a tres entrenadores del equipo por amañar diez partidos celebrados entre septiembre de 2014 y mayo de 2015, imponiendo prohibiciones de juego que sumaron los 174 meses. Esta sanción impactó en el futuro inmediato del club, ya que en junio el Gloria debía jugar un play-off de permanencia ante el FC Olimpia Satu Mare, sin embargo, el equipo no disputó la eliminatoria al no contar con los jugadores suficientes para hacerlo, lo que significó el descenso del club a la Liga III, finalmente este hecho junto con los problemas financieros significaron la disolución del club.

### Refundación, ascensos y una nueva disolución
Tras la desaparición del club original, un empresario local llamado Ionel Turturică fundó un nuevo equipo llamado FC Buzău, el cual fue inscrito en la Liga V, la categoría más baja del fútbol rumano. En su primer año el equipo conformado por muchos antiguos jugadores del Gloria consiguió su ascenso a la Liga IV. En el verano de 2017 el equipo fue renombrado SCM Gloria Buzău, como parte de un nuevo club deportivo impulsado por el gobierno local, en 2018 ese equipo logró volver a la Liga III.
En el verano de 2019 el SCM logró ascender a la Liga II tras superar una serie eliminatoria ante los equipos Oțelul Galați, Foresta Suceava, Bucovina Rădăuți y Ceahlăul Piatra Neamț.Luego de dos temporadas finalizando en posiciones medias de la Liga II el equipo recuperó su nombre original FC Buzău, esto con el objetivo de poder conseguir una licencia para ascender a la Liga I, ya que las reglas del fútbol rumano prohíben que los clubes de propiedad gubernamental puedan formar parte de la máxima categoría, algo que sucedía al formar parte de la estructura del SCM Gloria Buzău.
En el verano de 2022 el club recuperó todos sus registros, historia y marca, por lo que por fin se pudo volver a utilizar la identidad original del FC Gloria Buzău.
En la temporada 2023-24 el equipo se clasificó a la fase de promoción para la Liga I, el Gloria finalizó la temporada en la cuarta posición del grupo de ascenso, sin embargo, debido a que los clubes Corvinul Hunedoara y 1599 Șelimbăr (segundo y tercer clasificado) son de titularidad pública y por lo tanto no pueden optar a la promoción de categoría, el equipo de Buzău consiguió su ascenso directo a la Liga I. 
En la temporada 2024-25 el Gloria tuvo un mal desempeño en la máxima categoría del fútbol rumano, colocándose en las últimas plazas del campeonato desde un principio, lo que significó que al finalizar la primera etapa del campeonato el equipo entrara en el grupo de permanencia. En esa etapa el club tampoco consiguió mejorar sus resultados por lo que terminó descendiendo a la Liga II con algunas jornadas de antelación al final del campeonato.
Al finalizar la temporada el Ayuntamiento de Buzău anunció que dejaría de proveer financiamiento al equipo debido a la falta de fondos públicos necesarios para ello, lo que se vio incrementado por el pobre desempeño deportivo de la escuadra y el crecimiento de un nuevo equipo en la ciudad, el AFC Metalul Buzău, el cual fue el elegido para recibir el poco financiamiento disponible por parte del concejo municipal. El sector privado de la ciudad tampoco quiso continuar con las aportaciones económicas para sostener al club, por ello, el 29 de julio de 2025 se anunció la disolución del FC Gloria Buzău ante la imposibilidad de afrontar los gastos operativos del club para la nueva temporada, además de por un alto nivel de deuda contraída por la directiva del club.

## Jugadores

### Jugadores destacados
- Vasile Ivană
- Cornel Negoescu
- Alexandru Badea
- Alexandru Nicolae
- Constantin Stan
- Dudu Georgescu
- Ilie Stan
- Mihai Stoichiță
- Constantin Secăreanu
- Antonio Stoian
- Cătălin Chicoş
- Marius Cosoreanu
- Petre Daniel
- Constantin Mircea
- Valentin Cramer
- Dumitru Coticiu
- Marian Lambru
- Laurențiu Manole
- Mircea Chisling
- Tudorel Voicu
- Nicolae Anton
- Nicolae Marin
- George Timiş
- Vasile Lazăr
- Constantin Roşca
- Liviu Andrieşei
- Ilie Poenaru
- Valentin Stan
- Nelu Popliacă
- Romeo Stan
- Sorin Pană
- Cătălin Vlaicu
- Bogdan Cotolan
- Alexandru Pojer
- Alin Pânzaru
- Daniel Baston
- Andrei Petrescu
- Cristian Stoicescu
- Komlan Amewou
- Salih Jaber
- Cosmin Gheorghiță
- Constantin Doicaru
- Ştefan Stere
- Alexandru Cristea
- Alexandru Filip
- Tiberiu Stan
- Valentin Ioviță
- Ciprian Brighiu
- Everton Luiz
- Dino Eze
- Joe Dixon
- Dănuț Voicilă
- Dorinel Popa
- Claudiu Şotrocan
- Răzvan Ochiroşii
- Ghenadie Ochincă
- Eduard Zimmermann
- Fabio Lima
- Eder Bonfim
- Dan Tulpan
- Costel Petre
- Sorin Chirciu
- Vasile Tudose
- Cornel Sevastița
- Gabriel Ibriş
- Romeo Bunică
- Dorin Goian
- Pompiliu Stoica
- Iulian Apostol
- Iulian Dăniță
- Viorel Ion
- Mihai Barbu
- Mihai Guriță
- Alexandru Iacob

## Entrenadores destacados
- Petre Dragomir
- Nicolae Lupescu
- Ion Ioniță
- Gheorghe Ionescu
- Marian Bucurescu
- Ilie Stan
- Ştefan Stoica
- Álvaro Magalhaes
- Mario Marinică
- Constantin Cârstea
- Ion Balaur - entrenadores asistentes
- Daniel Iftodi - entrenadores asistentes
- Vasile Caciureac - entrenadores asistentes

## Presidentes destacados
- Nicolae Vasilescu
- Ion Gheorghe
- Radu Oprea
- Viorel Ion

## Palmarés
- Liga I:

- Campeón (0):, Mejor resultado: 5º 1984-85

- Liga II:

- Campeón (3): 1977-78, 1983-84, 1983–84
- Subcampeón (7): 1973–74, 1976–77, 1982–83, 1989–90, 1990–91, 2002–03, 2006–07

- Liga III:

- Campeón (2): 1971-72, 2001-02
- Subcampeón (1): 2000–01

- Copa de Rumania:

- Campeón (0): Mejor resultado: semifinales 2007-2008